# Телч
Телч (чеш. Telč) град је у Чешкој Републици, у оквиру историјске покрајине Моравске. Телч је град у оквиру управне јединице Височина крај, у оквиру округа Јихлава.
Град је познат по добро очуваном старом градском језгру, које се данас налази на списку светске баштине УНЕСКОа.

## Географија
Град Телч се налази у јужном делу Чешке републике. Град је удаљен од 160 км југоисточно од главног града Прага, а од првог већег града, Јихлаве, 30 км јужно.
Телч се налази у области крајње западне Моравске. Надморска висина града је преко 500 м. Град се налази усред планинског била између Бохемије и Моравске. Око града налазе се два језера, која са старим градом творе препознатљиву слику Телча.

## Историја
Подручје Телча било је насељено још у доба праисторије. Насеље под данашњим називом први пут се у писаним документима спомиње 1315. године, а насеље је 1339. године добило градска права.
1919. године Телч је постао део новоосноване Чехословачке. После Другог светског рата дотадашње већинско немачко становништво је протерано у матицу. У време комунизма град је био слабо развијен, али после осамостаљења Чешке дошло до развоја градића захваљујући развоју туризма.

## Становништво
Телч данас има око 6.000 становника и последњих година број становника у граду стагнира.

## Градске знаменитости
Старо градско језгро Телча сачувано је у целости са мрежом улица и тргова, као и низом старих цркава, палата и јавних здања. Стога је оно 1992. године стављено на списак светске баштине УНЕСКОа.

## Партнерски градови
- Belp

## Галерија
- Језеро и стари град
- Црква у Телчу
- Требоњски трг, главни у граду
- Стари замак у граду